# ヒガシウォータードラゴン
ヒガシウォータードラゴン（Physignathus lesueurii）は、爬虫綱有鱗目トカゲ亜目アガマ科ウォータードラゴン属に分類されるトカゲ。

## 分布
- P. l. lesueurii

オーストラリア東部
- P. l. howittii　ジップスランドウォータードラゴン

オーストラリア（南オーストラリア州南東部）

## 形態

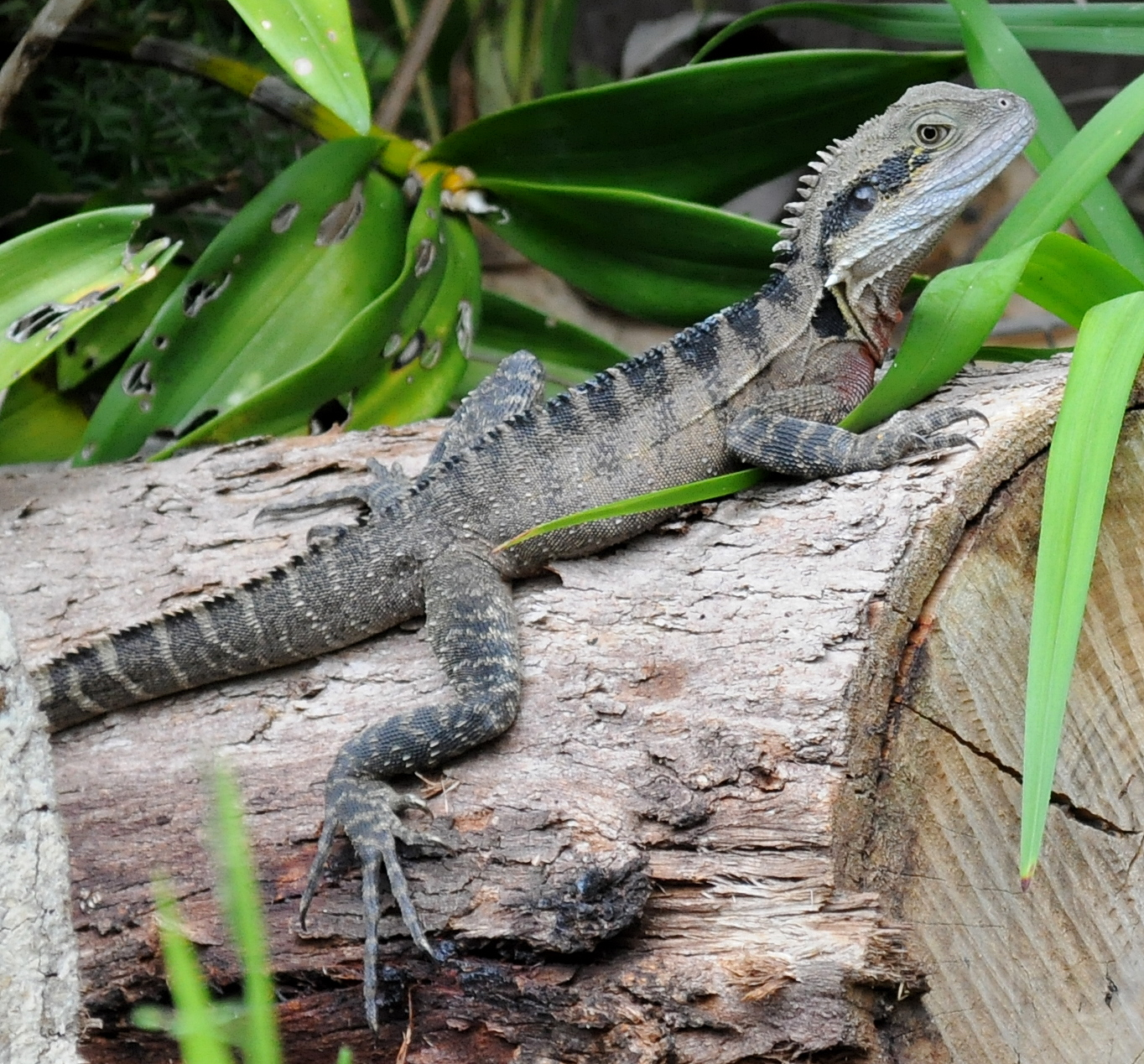
Physignathus lesueurii lesueurii (Sydney)

全長70cm。体色は灰色で、黒い横縞が入る。眼から頚部にかけて黒い筋模様が入る。体色をある程度変化させる事ができる。体格はインドシナと比べても非常に頑強で筋肉質。背面から尾にかけて鬣状の鱗（クレスト）が発達し、オスでは特に顕著。尾が全長の半分以上を占める。
オスの成体は、胸部が鮮やかな赤やオレンジ色になる。

## 亜種
亜種ジップスランドウォータードラゴンを独立種とする説もある。
- Physignathus lesueurii lesueurii　(Gray, 1831)　　Eastern water dragon
- Physignathus lesueurii howittii　McCoy, 1884　ジップスランドウォータードラゴン　Gippsland water dragon

## 生態
平地の水辺の森林に生息する。半樹上性で樹上にいる事が多い。驚くと水中に飛びこんで逃げたり、後脚だけで立ち上がって二足歩行で走る。
食性は、極めて動物食傾向の強い雑食性で、昆虫類、小型爬虫類、小型鳥類、小型哺乳類、果実等を食べる。天敵は大型のヘビ類や鳥類、哺乳類などだが、これらも幼体時であれば逆に獲物として捕食してしまう。
繁殖形態は卵生で、4-18個の卵を産む。

## 人間との関係
ペット用として流通されることがあり、日本にも輸入されている。生息地であるオーストラリアは野生動物の輸出を禁止しているため野生個体の流通はないが、過去に欧米へ流通した個体からの繁殖個体が流通する。主に基亜種が流通する。以前は価格が高価で流通も稀だったが、最近は流通量も増え価格も落ち着いた。
驚くとケージ内を走り回り吻端を潰してしまうため、飼育には広いケージと落ち着いた環境が必要。幼体から飼育すれば人や環境に慣れることもあり個体によっては手から餌を食べるが、場合によってはケージを暗幕で覆う等の対処をして外部から刺激を受けないようにする。ただ本種は繁殖個体のみが流通するためか同属のインドシナウォータードラゴンに比べケージ内を走り回ることはないとされる。また水辺の高温多湿の環境を好むため全身が浸かる事の出来る水容器や、ケージ全体を保温する設備も必要になる。